# Тарасівка (Коростенський район)
Тара́сівка — село в Україні, в Коростенському районі Житомирської області. Населення становить 76 осіб. Входить до складу Малинської міської громади.
Колишній орган місцевого самоврядування — Устинівська сільська рада.

## Населення

### Мова
Розподіл населення за рідною мовою за даними перепису 2001 року:
| Мова            | Кількість | Відсоток |
| --------------- | --------- | -------- |
| українська      | 73        | 96.05%   |
| російська       | 2         | 2.63%    |
| інші/не вказали | 1         | 1.32%    |
| Усього          | 76        | 100%     |